# Reich Orgasm
Reich Orgasm est un groupe de punk rock français, originaire d'Orléans, dans le Loiret.

## Biographie
Reich Orgasm est formé en 1978 à Orléans, dans le Loiret. Il est composé de José Andréas au chant, Patrice Riff à la guitare, Éric Mazout à la basse, et Hervé Vanden à la batterie. Reich Orgasm s'est formé le jour de la séparation des Sex Pistols, reprenant à son compte la démarche provocatrice du groupe anglais : d'une part dans le nom qu'ils se choisissent (en fait une référence au psychanalyste Wilhelm Reich, partisan de l'émancipation de la satisfaction sexuelle), d'autre part dans une attitude nihiliste et clairement anti-conformiste. Reich Orgasm est donc d'abord une bande de copains orléanais qui, comme de nombreux groupes punks, décident de jouer du rock 'n' roll sans être musiciens.
S'ils donnent leur premier concert en 1979 à la Maison de la Culture d'Orléans, leur réputation sulfureuse leur ferme les portes des MJC et autres salles de concert du Loiret et d'ailleurs. Grâce à leur batteur qui cofonde le label musical Chaos Productions, Reich Orgasm enregistre en 1982 ses premiers morceaux pour la compilation punk orléanaise, Apocalypse Chaos. Ils participent ensuite aux autres compilations de chez Chaos Productions (Chaos en France v.1 & 2, Chaos en Europe) et enregistre enfin leur premier et unique album toujours chez Chaos Productions en 1984. Peu après, Éric Mazout quitte le groupe et est remplacé par Fabien Sascon. L'album qui contient des titres toujours très provocateurs est malheureusement souvent pris au premier degré et entraîne des polémiques (notamment le morceau Juin 40) qui assimilent à tort le groupe à la mouvance d'extrême droite. Il faut dire que la scène skinhead qui suit en partie les groupes du label Chaos Production, se radicalise à cette époque en se tournant de plus en plus vers des idéaux néonazis. Se sentant de plus en plus en porte-à-faux par rapport au public skin et refusant de se laisser enfermer dans un mouvement, Reich Orgasm se sépare après un dernier concert donné lors du Chaos Festival d'Orléans en octobre 1984.

## Discographie
- 1982 : Apocalypse Chaos (avec Komintern Sect, Kidnap, No Pub) (Chaos Productions)
- Ethylique
- Ma fiancée
- Baader

- 1983 : Chaos en France - volume 1 (avec la chanson Salope !)

- 1984 : S/T
- Futur pour tous
- Reich orgasm
- Juin 40
- Rage
- Ma fiancée (2)
- Born to kill (des Damned)
- Petite fille

- 1984 : Chaos en France - volume 2 (Chaos Productions)
- 1985 : Chaos en Europe (Chaos Productions)
- 1995 : À la mémoire de… (Pirate / footleg split CDr avec les Collabos)
- 1995 : Chaos en France 1 & 2 (réédition CD Pirate / Bootleg)
- 1996 : Chaos en Europe (réédition CD Pirate / Bootleg)
- 1997 : Oï ! Rare & Exotica
- 2010 : Eponyme LP (réédition officielle : Euthanasie Records/Chaos Productions)
- 2011 : réédition CD de tous les titres + démos + live chez Euthanasie records